# Fútbol Joven de Colo-Colo
El Fútbol Joven de Colo-Colo hace referencia a las categorías inferiores y de formación de Colo-Colo, que tienen como objetivo preparar jugadores para que formen parte del plantel de honor del club. Abarca once secciones desde las categorías sub-8 a la sub-19, y sus instalaciones se encuentran en las canchas 2 y 4 del sector denominado Pradera, en el complejo deportivo del Estadio Monumental.
Sus distintas categorías participan en las competencias del Fútbol Joven de Chile, de la Asociación Nacional de Fútbol Profesional.
De los numerosos jugadores que han surgido de esta academia juvenil a lo largo de su historia destacan, entre otros, Francisco Valdés (máximo goleador histórico del fútbol chileno), Carlos Caszely (Goleador histórico de Colo-Colo con 208 goles y cuarto anotador histórico de la selección chilena), Claudio Bravo (Capitán histórico de la selección en los títulos de la Copa América 2015 y Copa América Centenario), Arturo Vidal (Histórico volante considerado uno de los mejores de la historia de Chile, Jugador chileno con más títulos),  Matías Fernández (mayor venta de Chile al exterior y mejor futbolista de América en 2006) y Juan Soto Mura (jugador historico de Club Social y Deportivo Colo-Colo)

## Historia
Fueron conformadas en 1926 luego de que la Liga Metropolitana exigiese a cada uno de sus clubes afiliados la creación de otros equipos independientes al plantel de honor. De este modo, durante esa temporada Colo-Colo constituyó un segundo, un tercer e inclusive un cuarto equipo, cuya administración y entrenamiento estuvo a cargo de David Arellano y Alberto Arellano, además de otros miembros de la institución. Dichos planteles estaban conformados principalmente por estudiantes del Liceo José Victorino Lastarria, así como de otros establecimientos educacionales del entonces barrio de Estación Central, quienes eran contactados por los hermanos Arellano gracias a la labor docente que estos desempeñaban. Durante sus primeros años, el centro de entrenamiento de las categorías inferiores del club se situaba en el Estadio El Llano, para posteriormente trasladarse a los Campos de Sports de Ñuñoa.
El 18 de octubre de 1931, por iniciativa de Francisco Lorca y Juan Quiñones, este último uno de los miembros fundadores de la institución y jugador del primer equipo entre los años 1925 y 1928, Colo-Colo fundó oficialmente la sección infantil del club, compuesta por tres equipos a los que los jugadores eran asignados de acuerdo a su año de nacimiento y estatura. La primera directiva estuvo conformada por Juan Quiñones en la presidencia, Enrique Carvajal y Luis Gómez, quienes se desempeñaron respectivamente como secretario y tesorero.

## Casa Alba
A comienzos de 2007 comenzó la construcción de la Casa Alba para reemplazar a la tradicional pensión del club con el objetivo de albergar en ella a los juveniles que resulten seleccionados de las distintas captaciones de futbolistas que se realizan fuera de la ciudad de Santiago, así como los que se encuentren en comunas en situación de riesgo social. La Casa Alba tiene una superficie de 1156,24 m² y una capacidad de acogida de 64 cadetes, los cuales cuentan con distintas salas de esparcimiento y estudio. El costo total de la construcción del proyecto bordeó los US$ 2.000.000.  Hoy en día sin embargo esta Casa Alba es utilizada de modo combinado como casa de cadetes y centro de eventos, tal como se puede apreciar en el sitio web oficial de Colo Colo.

## Escuelas de fútbol
Colo-Colo cuenta con más de 70 escuelas de fútbol oficiales a lo largo de todo el país, que cumplen con captar nuevos talentos para el club. La principal escuela es la Escuela Monumental, que funciona en las canchas de entrenamiento del estadio.

## Categorías
Fútbol proyección
- Sub-21

Fútbol formativo
- Sub-18
- Sub-16
- Sub-15

Fútbol formativo infantil
- Sub-14
- Sub-13
- Sub-12
- Sub-11

Fútbol de iniciación
- Sub-10
- Sub-9
- Sub-8

## Palmarés

### Torneos nacionales
- Cuarta Especial (15): 1939, 1940, 1944, 1946, 1947, 1948, 1949, 1952, 1957, 1958, 1963, 1964, 1966, 1969, 1970[6]
- Intermedia (1): 1946[6]
- Serie Juvenil (15): 1933, 1955, 1956, 1957, 1960, 1961, 1963, 1974, 1977, 1980, 1981, 1982, 1993, 1994, 1996[6]
- Primera Infantil (18): 1938, 1939, 1941, 1944, 1946, 1949, 1952, 1953, 1954, 1959, 1965, 1966, 1974, 1975, 1979, 1980, 1993, 1994[6]
- Segunda Infantil (18): 1940, 1944, 1946, 1949, 1950, 1952, 1959, 1966, 1970, 1974, 1975, 1977, 1978, 1979, 1985, 1991, 1992, 1996[6]
- Tercera Infantil (8): 1939, 1940, 1943, 1952, 1953, 1983, 1991, 1996[6]
- Quinta infantil (1): 1988[6]
- Proyección (2): Apertura 2023,[6] Clausura 2024[7]
- Sub-19 (3): Clausura 2014, Apertura 2017, Apertura 2019[6]
- Sub-18 (2): 2008,[6] Clausura 2024[8]
- Sub-17 (8): 2001, 2005, Apertura 2011, Clausura 2012, Apertura 2013, Clausura 2013, Apertura 2019, Clausura 2022[6]
- Sub-16 (12): 1997, 1999, 2003, 2004, 2005, 2010, Apertura 2014, Apertura 2018, Clausura 2018, Clausura 2023, Apertura 2024, [6] Clausura 2024
- Sub-15 (18): 1997, 1999, 2000, 2001, 2002, 2003, 2004, 2006, 2007, 2009, Clausura 2011, Apertura 2013, Apertura 2017, Clausura 2017, Clausura 2018, Apertura 2019, Clausura 2022, Apertura 2024[6]
- Sub-14 (16): 1995, 1996, 2001, 2007, 2008, Apertura 2011, Apertura 2012, Apertura 2015, Clausura 2015, Apertura 2016, Apertura 2017, Apertura 2018, Apertura 2019, Apertura 2022, Clausura 2023, Apertura 2024[6]
- Sub-13 (1): Apertura 2024[9]
- Sub-12 (15): 1992, 1997, 2001, 2002, 2006, 2007, Clausura 2011, Apertura 2012, Clausura 2012, 2014, 2015, 2018, Clausura 2022, Apertura 2023, [6] Apertura 2024[10]
- Sub-11 (21): 1992, 1997, 2001, 2003, 2004, 2006, 2007, 2008, 2009, 2010, Apertura 2011, Clausura 2011, Clausura 2012, Clausura 2013, 2014, 2015, 2018, Apertura 2022, Apertura 2023, Clausura 2023,[6] Apertura 2024[11]
- Sub-10 (7): 1992, 1993, 2007, 2008, Apertura 2009, Clausura 2009, Clausura 2012[6]
- Sub-9 (4): 1992, 2006, 2007, Apertura 2009[6]
- Copa Futuro Proyección (1): 2024[12]
- Copa Chile Sub-17 (1): 2011[13]
- Copa Chile Sub-16 (1): 2011[14]
- Copa de Campeones Sub-19 (3): 2014,[15] 2017,[16] 2019[17]
- Torneo de Apertura Serie Juvenil (1): 1939[18]

### Torneos amistosos
- Nike Premier Cup Chile Sub-14 (4): 2002, 2004, 2007, 2009[19]
- Copa UC Sub-17 (1): 1996.
- Torneo de Verano Taltal 2018 Sub 16 (1): 2018.[20]

### Torneos internacionales
- Torneo Juventudes del Mundo Sub-20 (1): 2001[21]
- Copa Fedeguayas Sub-17 (1): 2002[22]
- Torneo Nereo Rocco Sub-17 (3): 1994,[23] 2010,[24] 2012[25]
- Danone Nations Cup Sub-12 (2): 2011,[26] 2013[27]
- Dani Cup (1): 2018[28]
- Copa Xérem (1): 2023